# Нагорянская сельская община
Нагорянская сельская община (укр. Нагірянська сільська громада) — территориальная община в Чортковском районе Тернопольской области Украины.
Административный центр — посёлок Нагорянка.
Население составляет 9538 человек. Площадь — 180,6 км².
В соответствии с распоряжением Кабинета Министров Украины от 12 июня 2020 года, в состав общины вошла территория Заболотовского, Капустинского, Миловецкого, Мухавского, Нагорянского, Сосулевского, Староягельницкого, Улашковского, Шульгановского и Ягельницкого сельских советов Чортковского района.

## Населённые пункты
В состав общины входят 1 посёлок и 11 сёл:
- Посёлок Нагорянка
  - Долина
  - Черкавщина
- Заболотовский старостинский округ:
  - Заболотовка
- Капустинский старостинский округ:
  - Капустинцы
- Миловецкий старостинский округ:
  - Миловцы
- Мухавский старостинский округ:
  - Мухавка
- Сосулевский старостинский округ:
  - Сосулевка
- Староягельницкий старостинский округ:
  - Старая Ягельница
- Улашковский старостинский округ:
  - Улашковцы
- Шульгановский старостинский округ:
  - Шульгановка
- Ягельницкий старостинский округ:
  - Ягельница